# Grace Darmond
Grace Darmond (20 november 1893 - 8 oktober 1963) was een Canadees-Amerikaanse actrice.

## Levensloop en carrière
Darmond begon haar carrière in 1914. In haar korte carrière van 13 jaar speelde ze onder meer in The Valley of the Giants uit 1919. In 1927, met de overgang naar de geluidsfilm stopte ze met acteren.
Darmond was lesbisch en had een geheime relatie met Jean Acker, de eerste vrouw van Rudolph Valentino. Ook zou ze gelinkt geweest zijn in die tijd aan Alla Nazimova. In 1963 overleed Darmond op 69-jarige leeftijd.